# 式日 (曲)
式日（しきじつ）は、日本のロックバンドACIDMANの15枚目のシングル。2008年2月20日発売。

## 概要
- 光の三原色をイメージした三部作の一つである。今作は「緑」のインストナンバーが収録されており、2007年7月18日に発売された13thシングル『REMIND』は「赤」、2007年11月28日に発売された14thシングル『UNFOLD』は「青」。

## 収録曲
1. 式日（4:10）
2. EVERGREEN(inst.) （5:36）
前々作『REMIND』収録曲「赤色群像」、さらに前作『UNFOLD』収録曲「ベガの呼応」の続編となるinst。これらの三曲を繋げると一つの組曲「THE LIGHT」が完成する。
「THE LIGHT」ではこの曲のパートの演奏時間がやや延長され、6分近くとなっている。なお、「THE LIGHT」は合算で18分を超えている。

作詞：大木伸夫、作曲：ACIDMAN

## 収録アルバム
- LIFE (#1)
- ACIDMAN THE BEST (#1)
- THIS IS INSTRUMENTAL (#2)